# Cervélo-Bigla Pro Cycling Team
El Cervélo-Bigla Pro Cycling Team (codi UCI: CBT) és un equip ciclista femení alemany d'origen suís. Creat al 2005, amb el nom de Bigla, va tenir la condició de professional fins al 2009. A partir de 2014 va recuperar la categoria UCI Women's Team.

## Principals resultats
- A les proves de la Copa del món i de l'UCI Women's WorldTour:
  - Gran Premi de Plouay femení: Noemi Cantele (2005, 2007), Nicole Brändli (2006)
  - Tour de Berna femení: Zulfià Zabírova (2006)
  - Gant-Wevelgem femenina: Lotta Lepistö (2017)
  - Open de Suède Vårgårda: Lotta Lepistö (2017)
- Altres:
  - Giro d'Itàlia femení: Nicole Brändli (2005)
  - Giro de Toscana-Memorial Michela Fanini: Noemi Cantele (2007), Ashleigh Moolman (2016, 2017)
  - Emakumeen Euskal Bira: Ashleigh Moolman (2017)

## Classificacions UCI

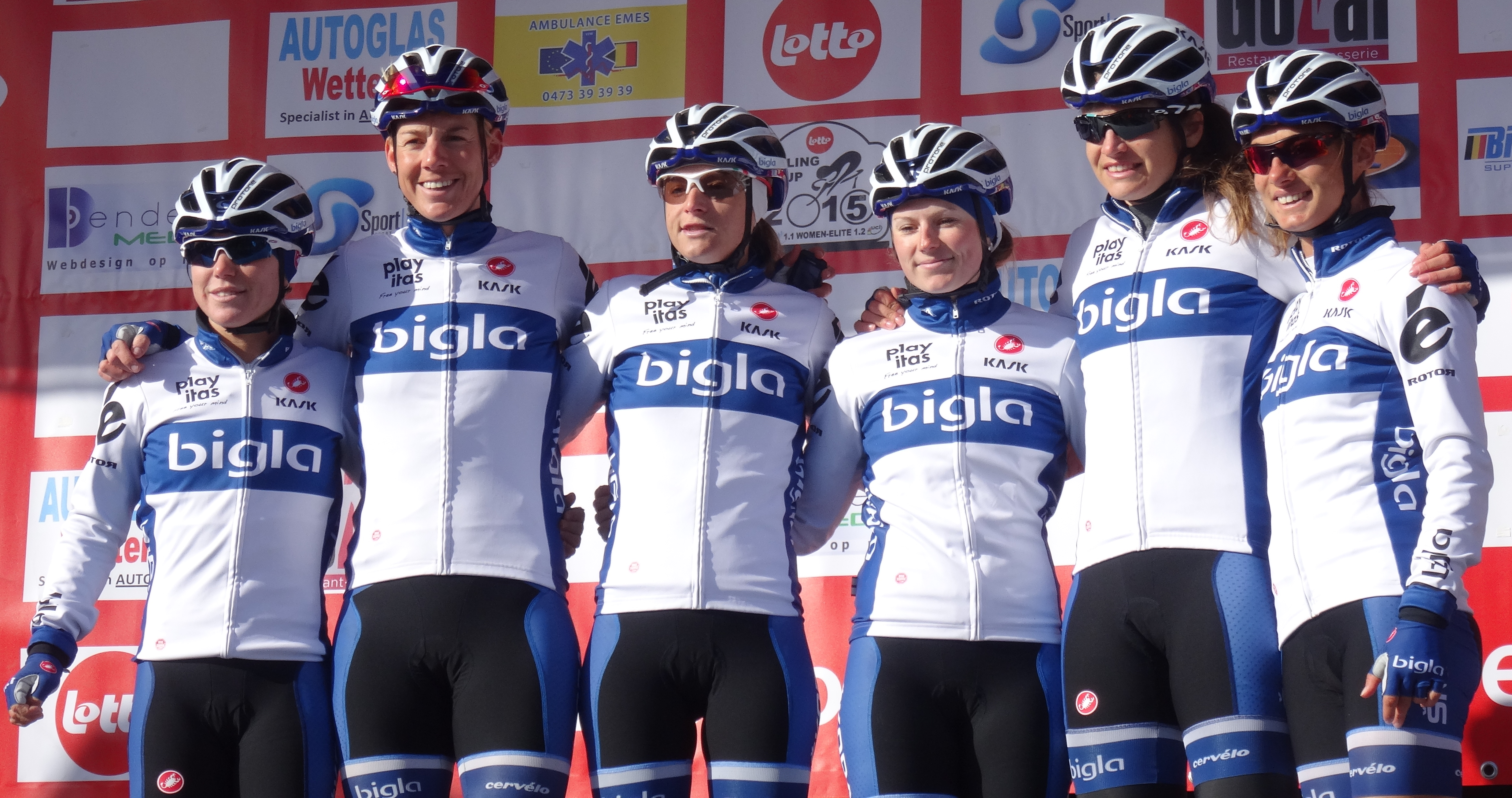
L'equip al 2015

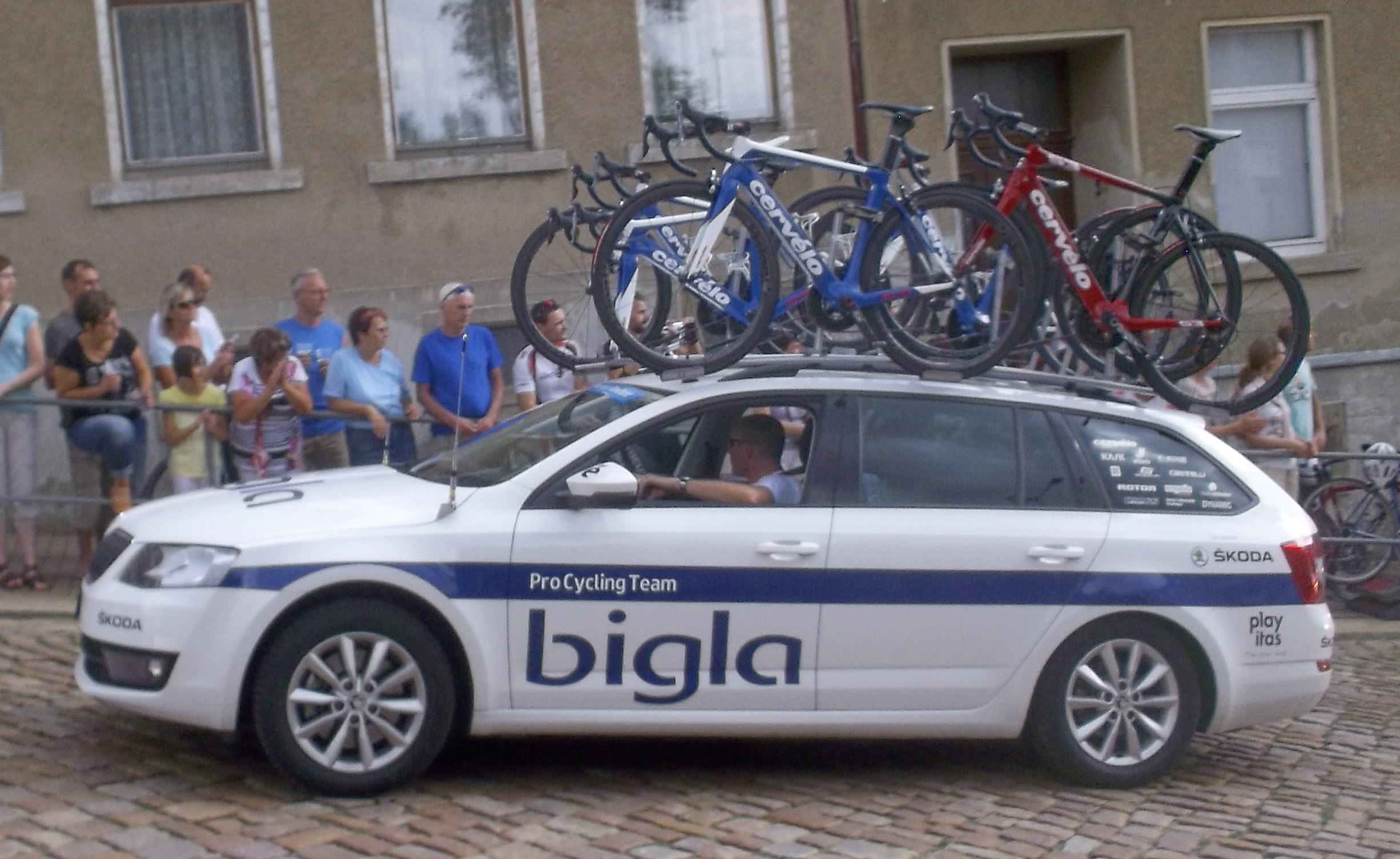
Vehicle de l'equip al 2015

Aquesta taula mostra la plaça de l'equip a la classificació de la Unió Ciclista Internacional a final de temporada i també la millor ciclista en la classificació individual de cada temporada.
| Temporada | Classificació per equips | Millor ciclista en la classificació individual |
| --------- | ------------------------ | ---------------------------------------------- |
| 2005      | 6è                       | Nicole Brändli (8a)                            |
| 2006      | 4t                       | Nicole Brändli (7a)                            |
| 2007      | 7è                       | Noemi Cantele (4a)                             |
| 2008      | 9è                       | Noemi Cantele (25a)                            |
| 2009      | 7è                       | Noemi Cantele (6a)                             |
| 2014      | 15è                      | Vera Koedooder (48a)                           |
| 2015      | 5è                       | Ashleigh Moolman (6a)                          |
| 2016      | 4t                       | Ashleigh Moolman (12a)                         |
| 2017      | 5è                       | Ashleigh Moolman (8a)                          |

Del 2005 al 2009 i del 2014 al 2015 l'equip va participar en la Copa del món. Abans de la temporada 2006 no hi havia classificació per equips, i es mostra la millor ciclista en la classificació individual.
| Temporada | Classificació per equips | Millor ciclista en la classificació individual |
| --------- | ------------------------ | ---------------------------------------------- |
| 2005      | -                        | Noemi Cantele (14a)                            |
| 2006      | 5è                       | Zulfià Zabírova (10a)                          |
| 2007      | 5è                       | Noemi Cantele (4a)                             |
| 2008      | 6è                       | Monica Holler (17a)                            |
| 2009      | 8è                       | Noemi Cantele (17a)                            |
| 2014      | 12è                      | Lotta Lepistö (12a)                            |
| 2015      | 4t                       | Ashleigh Moolman (9a)                          |

A partir del 2016, l'UCI Women's WorldTour va substituir la copa del món
| Temporada | Classificació per equips | Millor ciclista en la classificació individual |
| --------- | ------------------------ | ---------------------------------------------- |
| 2016      | 6è                       | Lotta Lepistö (14a)                            |
| 2017      | 7è                       | Lotta Lepistö (9a)                             |

## Composició de l'equip
| \| Llista de l'equip 2014 \| Llista de l'equip 2014 \| Llista de l'equip 2014 \| Llista de l'equip 2014 \| \| Ciclista \| Data de naixement \| Equip previ \| \| \| ---------------------- \| ---------------------- \| -------------------------------- \| ---------------------- \| \| Émilie Aubry \| 16 de febrer de 1989 \| GSD Gestion (2012) \| \| \| Désirée Ehrler \| 20 de agost de 1991 \| \| \| \| Elke Gebhardt \| 22 de juliol de 1983 \| Skil-Argos (2013) \| \| \| Jacqueline Hahn \| 21 de juliol de 1991 \| Scappa Speed Queens (2012) \| \| \| Nicole Hanselmann \| 6 de maig de 1991 \| \| \| \| Taryn Heather \| 31 de agost de 1982 \| \| \| \| Joanne Hogan \| 9 de juny de 1982 \| Bizkaia-Durango (2013) \| \| \| Katarína Hranaiová \| 27 de gener de 1984 \| \| \| \| Vera Koedooder \| 31 de octubre de 1983 \| Sengers (2013) \| \| \| Lotta Lepistö \| 28 de juny de 1989 \| \| \| \| Sandra Weiss \| 27 de febrer de 1991 \| \| \| \| Martina Zwick \| 12 de desembre de 1989 \| Koga Ladies-Central Rhede (2013) \| \| \| \| \| \| \| \| Font: UCI \| \| \| \| |                        |                                  |  |
| Llista de l'equip 2014 |                        |                                  |  |
| Ciclista | Data de naixement      | Equip previ                      |  |
| Émilie Aubry | 16 de febrer de 1989   | GSD Gestion (2012)               |  |
| Désirée Ehrler | 20 de agost de 1991    |                                  |  |
| Elke Gebhardt | 22 de juliol de 1983   | Skil-Argos (2013)                |  |
| Jacqueline Hahn | 21 de juliol de 1991   | Scappa Speed Queens (2012)       |  |
| Nicole Hanselmann | 6 de maig de 1991      |                                  |  |
| Taryn Heather | 31 de agost de 1982    |                                  |  |
| Joanne Hogan | 9 de juny de 1982      | Bizkaia-Durango (2013)           |  |
| Katarína Hranaiová | 27 de gener de 1984    |                                  |  |
| Vera Koedooder | 31 de octubre de 1983  | Sengers (2013)                   |  |
| Lotta Lepistö | 28 de juny de 1989     |                                  |  |
| Sandra Weiss | 27 de febrer de 1991   |                                  |  |
| Martina Zwick | 12 de desembre de 1989 | Koga Ladies-Central Rhede (2013) |  |
| |                        |                                  |  |
| Font: UCI |                        |                                  |  |

| \| Llista de l'equip 2015 \| Llista de l'equip 2015 \| Llista de l'equip 2015 \| Llista de l'equip 2015 \| \| Ciclista \| Data de naixement \| Equip previ \| \| \| ------------------------------------ \| ---------------------- \| ---------------------------- \| ---------------------- \| \| Émilie Aubry \| 16 de febrer de 1989 \| GSD Gestion (2012) \| \| \| Caroline Baur (1 de gen–9 de jul) \| 17 de abril de 1994 \| \| \| \| Nicole Hanselmann \| 6 de maig de 1991 \| \| \| \| Lisa Klein \| 15 de juliol de 1996 \| \| \| \| Vera Koedooder \| 31 de octubre de 1983 \| Sengers (2013) \| \| \| Clara Koppenburg \| 3 de agost de 1995 \| \| \| \| Sharon Laws \| 7 de juliol de 1974 \| UnitedHealthcare (2014) \| \| \| Lotta Lepistö \| 28 de juny de 1989 \| \| \| \| Ashleigh Moolman \| 9 de desembre de 1985 \| Hitec Products (2014) \| \| \| Joëlle Numainville \| 20 de novembre de 1987 \| Lotto Belisol Ladies (2014) \| \| \| Shelley Olds (1 de gen–25 de juny) \| 30 de setembre de 1980 \| Alé Cipollini (2014) \| \| \| Doris Schweizer \| 28 de agost de 1989 \| Astana BePink Womens (2014) \| \| \| Iris Slappendel \| 18 de febrer de 1985 \| Rabo Liv Women (2014) \| \| \| Annemiek van Vleuten \| 8 de octubre de 1982 \| Rabo Liv Women (2014) \| \| \| Sandra Weiss \| 27 de febrer de 1991 \| \| \| \| Carmen Small (29 de juny–30 de juny) \| 22 de abril de 1980 \| Specialized-Lululemon (2014) \| \| \| \| \| \| \| \| Font: UCI \| \| \| \| |                        |                              |  |
| Llista de l'equip 2015 |                        |                              |  |
| Ciclista | Data de naixement      | Equip previ                  |  |
| Émilie Aubry | 16 de febrer de 1989   | GSD Gestion (2012)           |  |
| Caroline Baur (1 de gen–9 de jul) | 17 de abril de 1994    |                              |  |
| Nicole Hanselmann | 6 de maig de 1991      |                              |  |
| Lisa Klein | 15 de juliol de 1996   |                              |  |
| Vera Koedooder | 31 de octubre de 1983  | Sengers (2013)               |  |
| Clara Koppenburg | 3 de agost de 1995     |                              |  |
| Sharon Laws | 7 de juliol de 1974    | UnitedHealthcare (2014)      |  |
| Lotta Lepistö | 28 de juny de 1989     |                              |  |
| Ashleigh Moolman | 9 de desembre de 1985  | Hitec Products (2014)        |  |
| Joëlle Numainville | 20 de novembre de 1987 | Lotto Belisol Ladies (2014)  |  |
| Shelley Olds (1 de gen–25 de juny) | 30 de setembre de 1980 | Alé Cipollini (2014)         |  |
| Doris Schweizer | 28 de agost de 1989    | Astana BePink Womens (2014)  |  |
| Iris Slappendel | 18 de febrer de 1985   | Rabo Liv Women (2014)        |  |
| Annemiek van Vleuten | 8 de octubre de 1982   | Rabo Liv Women (2014)        |  |
| Sandra Weiss | 27 de febrer de 1991   |                              |  |
| Carmen Small (29 de juny–30 de juny) | 22 de abril de 1980    | Specialized-Lululemon (2014) |  |
| |                        |                              |  |
| Font: UCI |                        |                              |  |

| \| Llista de l'equip 2016 \| Llista de l'equip 2016 \| Llista de l'equip 2016 \| Llista de l'equip 2016 \| \| Ciclista \| Data de naixement \| Equip previ \| \| \| ------------------------------------ \| ---------------------- \| ----------------------------- \| ---------------------- \| \| Nicole Hanselmann \| 6 de maig de 1991 \| \| \| \| Lisa Klein \| 15 de juliol de 1996 \| \| \| \| Clara Koppenburg \| 3 de agost de 1995 \| \| \| \| Lotta Lepistö \| 28 de juny de 1989 \| \| \| \| Ashleigh Moolman \| 9 de desembre de 1985 \| Hitec Products (2014) \| \| \| Joëlle Numainville \| 20 de novembre de 1987 \| Lotto Belisol Ladies (2014) \| \| \| Stephanie Gaumnitz \| 21 de octubre de 1987 \| Futurumshop.nl-Polaris (2013) \| \| \| Carmen Small (29 de juny–30 de juny) \| 22 de abril de 1980 \| Twenty16-Sho-Air (2015) \| \| \| Gabrielle Pilote Fortin \| 26 de abril de 1993 \| Visit Dallas (2015) \| \| \| \| \| \| \| \| Font: UCI \| \| \| \| |                        |                               |  |
| Llista de l'equip 2016 |                        |                               |  |
| Ciclista | Data de naixement      | Equip previ                   |  |
| Nicole Hanselmann | 6 de maig de 1991      |                               |  |
| Lisa Klein | 15 de juliol de 1996   |                               |  |
| Clara Koppenburg | 3 de agost de 1995     |                               |  |
| Lotta Lepistö | 28 de juny de 1989     |                               |  |
| Ashleigh Moolman | 9 de desembre de 1985  | Hitec Products (2014)         |  |
| Joëlle Numainville | 20 de novembre de 1987 | Lotto Belisol Ladies (2014)   |  |
| Stephanie Gaumnitz | 21 de octubre de 1987  | Futurumshop.nl-Polaris (2013) |  |
| Carmen Small (29 de juny–30 de juny) | 22 de abril de 1980    | Twenty16-Sho-Air (2015)       |  |
| Gabrielle Pilote Fortin | 26 de abril de 1993    | Visit Dallas (2015)           |  |
| |                        |                               |  |
| Font: UCI |                        |                               |  |

| \| Llista de l'equip 2017 \| Llista de l'equip 2017 \| Llista de l'equip 2017 \| Llista de l'equip 2017 \| \| Ciclista \| Data de naixement \| Equip previ \| \| \| --------------------------------------- \| ---------------------- \| -------------------------------------- \| ---------------------- \| \| Allie Dragoo (1 de gen–12 de juny) \| 17 de desembre de 1989 \| Twenty16-Ridebiker (2016) \| \| \| Nicole Hanselmann \| 6 de maig de 1991 \| \| \| \| Ciara Horne \| 7 de setembre de 1989 \| \| \| \| Lisa Klein \| 15 de juliol de 1996 \| \| \| \| Clara Koppenburg \| 3 de agost de 1995 \| \| \| \| Lotta Lepistö \| 28 de juny de 1989 \| \| \| \| Cecilie Uttrup Ludwig \| 23 de agost de 1995 \| BMS BIRN (2016) \| \| \| Ashleigh Moolman \| 9 de desembre de 1985 \| Hitec Products (2014) \| \| \| Christina Perchtold \| 11 de maig de 1993 \| Vitalogic Astrokalb Radunion Nö (2016) \| \| \| Gabrielle Pilote Fortin \| 26 de abril de 1993 \| Visit Dallas (2015) \| \| \| Stephanie Gaumnitz \| 21 de octubre de 1987 \| Futurumshop.nl-Polaris (2013) \| \| \| Marie Vilmann \| 21 de octubre de 1993 \| BMS BIRN (2016) \| \| \| Daria Pikulik (3 de jul–31 de des) \| 6 de gener de 1997 \| \| \| \| \| \| \| \| \| Fonts: ProCyclingStats Cycling Archives \| \| \| \| |                        |                                        |  |
| Llista de l'equip 2017 |                        |                                        |  |
| Ciclista | Data de naixement      | Equip previ                            |  |
| Allie Dragoo (1 de gen–12 de juny) | 17 de desembre de 1989 | Twenty16-Ridebiker (2016)              |  |
| Nicole Hanselmann | 6 de maig de 1991      |                                        |  |
| Ciara Horne | 7 de setembre de 1989  |                                        |  |
| Lisa Klein | 15 de juliol de 1996   |                                        |  |
| Clara Koppenburg | 3 de agost de 1995     |                                        |  |
| Lotta Lepistö | 28 de juny de 1989     |                                        |  |
| Cecilie Uttrup Ludwig | 23 de agost de 1995    | BMS BIRN (2016)                        |  |
| Ashleigh Moolman | 9 de desembre de 1985  | Hitec Products (2014)                  |  |
| Christina Perchtold | 11 de maig de 1993     | Vitalogic Astrokalb Radunion Nö (2016) |  |
| Gabrielle Pilote Fortin | 26 de abril de 1993    | Visit Dallas (2015)                    |  |
| Stephanie Gaumnitz | 21 de octubre de 1987  | Futurumshop.nl-Polaris (2013)          |  |
| Marie Vilmann | 21 de octubre de 1993  | BMS BIRN (2016)                        |  |
| Daria Pikulik (3 de jul–31 de des) | 6 de gener de 1997     |                                        |  |
| |                        |                                        |  |
| Fonts: ProCyclingStats Cycling Archives |                        |                                        |  |